# 메시지 전송 에이전트
메시지 전송 에이전트(Message Transfer Agent, MTA)는 전자우편을 SMTP를 이용해 다른 전자우편 서버로 전달하는 프로그램이다. 종류로는 sendmail, qmail, postfix, 마이크로소프트 익스체인지 서버 등이 있다. 메일 전송 에이전트(Mail Transfer Agent), 메일 서버(Mail Server)라고도 한다.
네트워크를 통해 교환되는 메시지는 첨부된 데이터 파일을 포함하여 메일 서버로 전달된다. 사용자는 일반적으로 웹 메일 또는 이메일 클라이언트를 통해 이메일에 엑세스한다.

## 동작 원리
메시지 전송 에이전트는 다른 메시지 전송 에이전트, 메일 전송 에이전트, 메일 사용자 에이전트로부터 SMTP로 메일을 받는다. MTA가 이메일 메시지를 수신 할 때마다 메시지 헤더의 맨 위에 Received trace 헤더 필드를 추가하여 메시지를 처리하는 MTA의 순차 레코드를 작성한다. 메시지 전송 에이전트는 백그라운드에서 작동하나 사용자는 일반적으로 메일 사용자 에이전트를 통해 상호작용한다.

## 같이 보기
- 릴레이